# Annales d'Inisfallen
Pour les articles homonymes, voir Annales (homonymie).
Les Annales d’Inisfallen sont des chroniques historiques de l’Irlande médiévale. 

## Histoire et contenu
Ces annales, vraisemblablement rédigées entre les XIIe et XVe siècles par les moines de l’abbaye d’Inisfallen située dans l’île d’Inisfallen dans le Lough Leane près de la ville de Killarney, se composent d’environ 2 500 entrées concernant la période comprise entre les années 433 et 1450 apr. J.-C.
Comme les autres annales irlandaises on estime qu’elles dérivent d’une hypothétique Chronique d'Irlande. Toutefois elles apportent parfois des informations indépendantes et complémentaires relatives aux royaumes du Sud de l’Irlande : le  Munster et le Leinster.
En annexe aux entrées chronologiques, le manuscrit contient une courte narration fragmentaire relative à l’histoire de l’Irlande pré-chrétienne connue sous le nom de « pre-Patrician section », et qui comprend de nombreux éléments communs avec Lebor Gabála Érenn.
Le manuscrit des Annales d’Inisfallen est conservé à la Bodleian Library d’Oxford (MS Rawlinson B 503). En 2001, Brian O'Leary, un représentant du Fianna Fáil de Killarney a réclamé en vain le retour du document dans sa cité.